# Esqui estilo livre nos Jogos Olímpicos de Inverno de 2010 - Aerials masculino
As competições de aerials masculino do esqui estilo livre nos Jogos Olímpicos de Inverno de 2010 foram disputadas na Montanha Cypress, em West Vancouver, entre 22 e 25 de fevereiro de 2010.

## Medalhistas

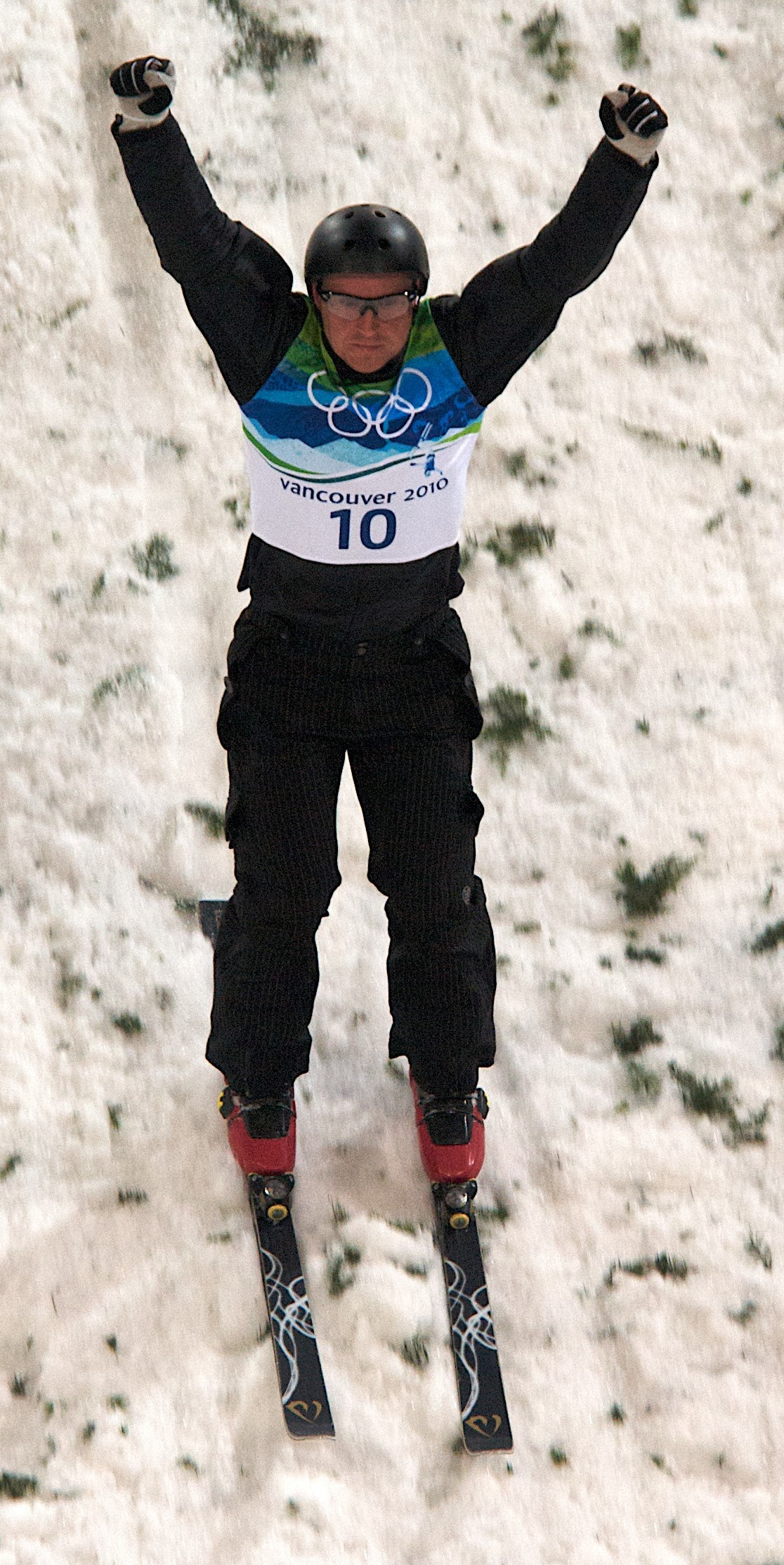
Grishin, medalhista de ouro, durante os Jogos.

| Ouro   | BLR Alexei Grishin |
| Prata  | USA Jeret Peterson |
| Bronze | CHN Liu Zhongqing  |

## Resultados

### Qualificatória
| Pos. | Nº | Atleta                  | 1º salto | Pos. | 2º salto | Pos. | Total  | Notas |
| ---- | -- | ----------------------- | -------- | ---- | -------- | ---- | ------ | ----- |
| 1    | 3  | CHN Jia Zongyang        | 120.80   | 7    | 121.72   | 3    | 242.52 | Q     |
| 2    | 28 | USA Ryan St. Onge       | 122.57   | 6    | 118.10   | 6    | 240.67 | Q     |
| 3    | 18 | SUI Thomas Lambert      | 114.58   | 11   | 123.75   | 1    | 238.33 | Q     |
| 4    | 17 | BLR Dmitri Dashinski    | 115.93   | 10   | 122.40   | 2    | 238.33 | Q     |
| 5    | 13 | USA Jeret Peterson      | 119.47   | 8    | 117.87   | 7    | 237.34 | Q     |
| 6    | 8  | CAN Warren Shouldice    | 122.79   | 5    | 113.14   | 10   | 235.93 | Q     |
| 7    | 10 | BLR Alexei Grishin      | 123.01   | 4    | 111.26   | 12   | 234.27 | Q     |
| 8    | 9  | CAN Steve Omischl       | 116.15   | 9    | 117.73   | 8    | 233.88 | Q     |
| 9    | 11 | CAN Kyle Nissen         | 123.75   | 3    | 109.96   | 14   | 233.71 | Q     |
| 10   | 2  | CHN Qi Guangpu          | 108.60   | 14   | 121.68   | 4    | 230.28 | Q     |
| 11   | 6  | CHN Liu Zhongqing       | 124.78   | 2    | 104.89   | 17   | 229.67 | Q     |
| 12   | 5  | BLR Timofei Slivets     | 110.63   | 13   | 111.28   | 11   | 221.91 | Q     |
| 13   | 15 | AUS David Morris        | 105.09   | 16   | 115.93   | 9    | 221.02 |       |
| 14   | 22 | SUI Andreas Isoz        | 103.76   | 17   | 110.42   | 13   | 214.18 |       |
| 15   | 1  | BLR Anton Kushnir       | 125.89   | 1    | 88.01    | 21   | 213.90 |       |
| 16   | 19 | SUI Christian Haechler  | 106.64   | 15   | 100.61   | 20   | 207.25 |       |
| 17   | 32 | USA Matt DePeters       | 101.84   | 18   | 100.64   | 19   | 202.48 |       |
| 18   | 4  | SUI Renato Ulrich       | 81.86    | 23   | 118.55   | 5    | 200.41 |       |
| 19   | 20 | UKR Stanislav Kravchuk  | 90.93    | 19   | 106.46   | 15   | 197.39 |       |
| 20   | 24 | RUS Dmitry Marushchak   | 88.50    | 20   | 106.46   | 15   | 194.96 |       |
| 21   | 23 | CHN Han Xiaopeng        | 111.95   | 12   | 80.57    | 24   | 192.52 |       |
| 22   | 29 | UKR Enver Ablaev        | 88.08    | 21   | 101.33   | 12   | 189.41 |       |
| 23   | 31 | USA Scotty Bahrke       | 82.52    | 22   | 86.20    | 22   | 168.72 |       |
| 24   | 30 | UKR Oleksandr Abramenko | 80.53    | 24   | 82.03    | 23   | 162.56 |       |
| -    | 27 | RUS Yury Shapkin        | -        | -    | -        | -    | DNS    |       |

### Final
| Pos.              | Nº | Atleta               | 1º salto | Pos. | 2º salto | Pos. | Total  |
| ----------------- | -- | -------------------- | -------- | ---- | -------- | ---- | ------ |
| Medalha de ouro   | 10 | BLR Alexei Grishin   | 120.58   | 2    | 127.83   | 4    | 248.41 |
| Medalha de prata  | 13 | USA Jeret Peterson   | 118.59   | 5    | 128.62   | 3    | 247.21 |
| Medalha de bronze | 6  | CHN Liu Zhongqing    | 119.91   | 3    | 122.62   | 6    | 242.53 |
| 4                 | 28 | USA Ryan St. Onge    | 115.27   | 8    | 124.66   | 5    | 239.93 |
| 5                 | 11 | CAN Kyle Nissen      | 126.92   | 1    | 112.39   | 11   | 239.31 |
| 6                 | 3  | CHN Jia Zongyang     | 119.47   | 4    | 118.10   | 9    | 237.57 |
| 7                 | 2  | CHN Qi Guangpu       | 115.38   | 7    | 119.47   | 8    | 234.85 |
| 8                 | 9  | CAN Steve Omischl    | 112.39   | 9    | 121.27   | 7    | 233.66 |
| 9                 | 5  | BLR Timofei Slivets  | 115.84   | 6    | 109.74   | 12   | 225.58 |
| 10                | 8  | CAN Warren Shouldice | 94.03    | 10   | 129.27   | 1    | 223.30 |
| 11                | 17 | BLR Dmitri Dashinski | 86.95    | 12   | 128.73   | 2    | 215.68 |
| 12                | 18 | SUI Thomas Lambert   | 93.66    | 11   | 117.24   | 10   | 210.90 |

Legenda
| Recorde mundial      | Recorde mundial (World record)               |                       | Recorde africano                      | Recorde africano (African) |                                           | Q | Classificado por posição (Qualified) |
| Recorde olímpico     | Recorde olímpico (Olympic record)            | Recorde da América    | Recorde da América (Americas)         | q                          | Classificado por melhor tempo (Qualified) |   |                                      |
| Melhor marca do ano  | Melhor marca do ano (World leading)          | Recorde asiático      | Recorde asiático (Asian)              | DNS                        | Não largou (Did not start)                |   |                                      |
| Recorde nacional     | Recorde nacional (National record)           | Recorde europeu       | Recorde europeu (European)            | DNF                        | Não terminou (Did not finish)             |   |                                      |
| Recorde pessoal      | Recorde pessoal do atleta (Personal best)    | Recorde da Oceania    | Recorde da Oceania (Oceania)          | DSQ / DQ                   | Desclassificado (Disqualified)            |   |                                      |
| Recorde da temporada | Recorde da temporada do atleta (Season best) | Recorde sul-americano | Recorde sul-americano (South America) | NM                         | Sem marca (No mark)                       |   |                                      |